# PubChem
PubChem é um banco de dados de moléculas operado e mantido pelo National Center for Biotechnology Information (NCBI), que faz parte da National Library of Medicine, que por sua vez integra a National Institutes of Health do Estados Unidos da América. Pode-se consultar gratuitamente através da internet. Para além disso podem-se descarregar os dados de milhões de estruturas via FTP. A maioria das moléculas listadas em PubChem possui um peso molecular inferior a 2000 unidades de massa atómica. A American Chemical Society tentou restringir as suas actividades, alegando que competiam com o Chemical Abstracts Service. Mais de 80 provedores de bases de dados contribuem para o crescimento do PubChem.

## Domínio público
As informações contidas neste site estão no domínio público, a única restrição é que seja dado crédito ao National Library of Medicine